# بخش کالرین (شهرستان راس، اوهایو)
بخش کالرین (به انگلیسی: Colerain Township) یک منطقهٔ مسکونی در ایالات متحده آمریکا است که در شهرستان روس، اوهایو واقع شده‌است.
 بخش کالرین ۹۱٫۶ کیلومتر مربع مساحت و ۱٬۹۴۳ نفر جمعیت دارد و ۲۷۴ متر بالاتر از سطح دریا واقع شده‌است.